# دیوید کینکید
دیوید کینکید (انگلیسی: David Kinkade؛ زادهٔ ۲۵ اوت ۱۹۸۳) طبل‌زن اهل ایالات متحده آمریکا است.